# Potok (okres Ružomberok)
Potok (Hongaars: Patak) is een Slowaakse gemeente in de regio Žilina, en maakt deel uit van het district Ružomberok.
Potok telt 117 inwoners.